# Olha Skrypak
Olha Skrypak (née le 2 décembre 1990) est une athlète ukrainienne, spécialiste des courses de fond.

## Biographie
Olha Skrypak remporte la médaille de bronze du 10 000 mètres lors des Championnats d'Europe 2012 d'Helsinki. Devancée par la Portugaise Ana Dulce Félix et la Britannique Joanne Pavey, elle établit un nouveau record personnel en 31 min 51 s 32.

### Palmarès
| Date | Compétition           | Lieu     | Résultat | Épreuve  |
| ---- | --------------------- | -------- | -------- | -------- |
| 2012 | Championnats d'Europe | Helsinki | 3e       | 10 000 m |

### Records
| Épreuve  | Performance    | Lieu     | Date             |
| -------- | -------------- | -------- | ---------------- |
| 5 000 m  | 15 min 59 s 78 | Yalta    | 6 juin 2008      |
| 10 000 m | 31 min 51 s 32 | Helsinki | 1er juillet 2012 |